# Paljawaam
Der Paljawaam (russisch Паляваам) ist ein Fluss im Autonomen Kreis der Tschuktschen in Nordost-Sibirien.
Er hat seinen Ursprung im Hochland von Tschukotka. Von dort fließt er in westlicher Richtung durch ein gering besiedeltes Gebiet der sibirischen Tundra zur Tschaunbucht und zur Ostsibirischen See. Vor Erreichen der Bucht trifft der größte Nebenfluss, der Elchkakwun, von links auf den Fluss. Der von Süden kommende Tschaun bildet mit dem Paljawaam einen gemeinsamen Mündungsbereich, in welchem sich deren Flussarme vereinigen und wieder trennen. Der Paljawaam hat eine Länge von 416 km und entwässert ein Gebiet von 12.900 km².